# Sandra van Embricqs
Alexandra van Embricqs, detta Sandra (Paramaribo, 14 aprile 1968), è un'ex cestista olandese.

## Carriera
Con i Paesi Bassi ha disputato i Campionati europei del 1989.